# 肉質鞭毛虫門

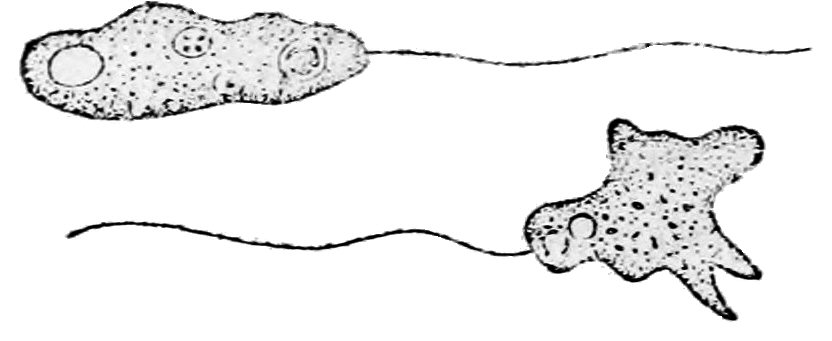
常に鞭毛と仮足を持つマスチゴアメーバ（Mastigamoeba invertens）

肉質鞭毛虫門（にくしつべんもうちゅうもん、Sarcomastigophora）は、20世紀後半に認識されていた原生動物の分類群の1つ。それ以前から使われていた鞭毛虫と肉質虫の境界が曖昧であることから、その両者をまとめる亜門として設立され、のちに門に昇格した。21世紀に入って分子系統解析に基づく分類体系に置き換えられており、歴史的かつ人為的な分類群である。訳語としては有毛根足虫門（ゆうもうこんそくちゅうもん）あるいは有鞭根足虫門（ゆうべんこんそくちゅうもん）という場合もある。

## 特徴
鞭毛か仮足、あるいはその両方によって運動する。細胞核は1種類のみ（有孔虫は例外）。通常は胞子を形成しない。有性生殖をする場合は、シンガミーによる。

## 分類
鞭毛虫と肉質虫を内包し、さらに位置付けに定説がなかったオパリナ類も含んでいる。1964年の体系では肉質鞭毛虫亜門に3上綱を位置付け、1980年の体系では以下の通り肉質鞭毛虫門に3亜門と格上げされた。
- 肉質鞭毛虫門 Sarcomastigophora Honigberg & Balamuth, 1963[3]
  - 鞭毛虫亜門 Mastigophora Diesing, 1866
  - オパリナ亜門 Opalinata Corliss & Balamuth, 1963
  - 肉質虫亜門 Sarcodina Schmarda, 1871

## 歴史
ビュッチュリ以来の古典的な分類体系では、鞭毛で運動する鞭毛虫と仮足で運動する肉質虫とに分類してきた。マスチゴアメーバのように鞭毛と仮足をともに備える原生動物は19世紀から知られていたが、多くの場合、常に鞭毛を持つ場合には鞭毛虫、一過的に鞭毛が出現する場合には肉質虫としてきた。しかし20世紀半ばまでに多くの原生動物学者がこうした区別に不満を表明するようになっていた。
藻類学者のパッシャーは1918年に様々な鞭毛虫がそれぞれ鞭毛を失って肉質虫へと進化するという仮説を提示しており、これに同意する立場からは肉質虫と鞭毛虫は共通の分類群の中に位置づけるべきとなる。そこで鞭毛虫と肉質虫を内包する分類群として、たとえばグラーセはRhizoflagellataを、コーリスはMastigamoebaeaを提案している。こうした議論を踏まえ、国際原生動物学会(ISOP)の分類委員会は1964年の体系で両者を内包するSarcomastigophoraを採用した。
このとき既に電子顕微鏡による微細構造観察が始まっており、それによって原生生物全体の類縁関係は大きく書き換えられることになる。しかしそもそも非常に多様な生物群をひとまとめにしていたため系統関係の見直しにも時間がかかり、他の部分では微細構造観察の成果を取り入れた1980年のISOP体系でも、肉質鞭毛虫門の綱以上の分類群はおおむね維持された。1980年代以降、キャバリエ＝スミスを筆頭に様々な系統仮説が提案され、そこに分子系統解析による検証が加わり、2005年のISOP体系では完全に放棄されている。